# Xã Hackberry, Quận Labette, Kansas
Xã Hackberry (tiếng Anh: Hackberry Township) là một xã thuộc quận Labette, tiểu bang Kansas, Hoa Kỳ. Năm 2010, dân số của xã này là 392 người.